# National Council on Public History
O Conselho Nacional de História Pública ( NCPH ) é uma associação profissional criada em 1979 nos Estados Unidos para apoiar um grupo diversificado de pessoas, instituições, agências, empresas e programas acadêmicos associados ao campo da história pública. A atual presidente da associação é Marla Muller.  O Escritório Executivo da NCPH está localizado no campus da Universidade de Purdue (IUPUI), e a atual Diretora Executiva é Stephanie Rowe.  A associação fez parcerias com várias organizações e agências governamentais, incluindo a National Coalition for History, a Organization of American Historians, a American Association for State and Local History, a American Council of Learned Societies, o Serviço Nacional de Parques e o Departamento de Educação dos EUA .  A Reunião Anual do Conselho Nacional de História Pública é realizada a cada primavera, mais recentemente em Indianápolis, Indiana, em abril de 2017.  O NCPH se reuniu em Las Vegas, Nevada, de 18 a 21 de abril de 2018.

## História
O Conselho Nacional de História Pública foi estabelecido em 1979 como a organização profissional de um movimento crescente que defende e pratica a erudição histórica colaborativa e interdisciplinar fora dos limites da academia.  Com sua ênfase no engajamento comunitário e ativismo, o termo "história pública" unia pessoas que já praticavam trabalhos históricos fora da sala de aula, incluindo arquivistas, profissionais de museus, historiadores do governo e formuladores de políticas, preservacionistas, historiadores orais, consultores históricos e muito mais.
A organização foi co-fundada pelo historiador Philip L. Cantelon e a formação da NCPH pode ser rastreada até uma conferência de história pública de 1978 em Phoenix, Arizona .  Organizado por G. Wesley Johnson, da Universidade da Califórnia, em Santa Bárbara, e financiado por uma bolsa do Conselho de Humanidades do Arizona, o sucesso da conferência resultou no planejamento da primeira conferência nacional no ano seguinte.
Em 1979, o primeiro encontro nacional formal de historiadores públicos ocorreu em Montecito, Califórnia , perto da Universidade da Califórnia, em Santa Bárbara, com apoio financeiro da Fundação Rockefeller e do National Endowment for the Humanities.  A partir da conferência de 1979, foi criado um comitê diretivo para explorar a formação de uma organização profissional.  O comitê diretivo se reuniu em Washington, DC em 14 de setembro de 1979, onde votaram para criar o Conselho Nacional de História Pública.  A NCPH foi incorporada no Distrito de Columbia em 2 de maio de 1980.

## Publicações
O Conselho Nacional de História Pública produz várias publicações impressas.  Em parceria com o Departamento de História da Universidade da Califórnia, Santa Barbara NCPH publica uma revista trimestral, The Public Historian.  O NCPH também publica um boletim trimestral, o Public History News , um listserv, o H-Public e um blog, o History @ Work.  O NCPH também produz recursos digitais para historiadores públicos, incluindo documentos de Melhores Práticas; O Public History Navigator , um guia para cursos de graduação em história, para a paisagem de programas de pós-graduação em história pública; e o Guia de Programas de História Pública, uma ferramenta para catalogar e comparar programas de pós-graduação em história pública.

## Lista de presidentes
- 1990-91: David Kyvig , Universidade de Akron
- 1991–92: Brit Allan Storey , Escritório de Reclamação, Denver
- 1992–93: Martin V. Melosi , Universidade de Houston
- 1993–94: Philip V. Scarpino , Universidade de Indiana-Purdue University, Indianapolis
- 1994–95: Patricia Mooney-Melvin , Universidade Loyola de Chicago
- 1995–96: Jeffrey Brown , Universidade Estadual do Novo México
- 1996–97: Diane Britton , Universidade de Toledo
- 1997–98: Jannelle Warren Findley , Universidade Estadual do Arizona
- 1998–99: Dwight Pitcaithley , Serviço Nacional de Parques
- 1999–00: Michael J. Devine , Centro do Patrimônio Americano de Wyoming
- 2000-01: Alan Newell , Associados de Pesquisas Históricas
- 2001-02: Patrick O'Bannon , Associados de Pesquisas Históricas
- 2002-03: Rebecca Conard , Middle Tennessee State University
- 2003-04: James Gardner , Museu Nacional de História Americana, Smithsonian Institution
- 2004-05: Sharon Babaian , Museu de Ciência e Tecnologia do Canadá
- 2005–06: Robert Weible , o Museu do Estado da Pensilvânia
- 2006–08: Bill Bryans , Universidade do Estado de Oklahoma
- 2008-10: Marianne Babal , Banco Wells Fargo
- 2010–2012: Martin Blatt , Serviço Nacional de Parques
- 2012–2014: Robert Weyeneth , Universidade da Carolina do Sul
- 2014–2016: Patrick Moore , Universidade do Oeste da Flórida
- 2016–2018: Alexandra Lord , Museu Nacional da História Americana
- 2018-2020: Marla Muller, Universidade de Massachusetts Amherst